# Nymphalis pallida
Nymphalis pallida är en fjärilsart som beskrevs av Tutt 1896. Nymphalis pallida ingår i släktet Nymphalis och familjen praktfjärilar. Inga underarter finns listade i Catalogue of Life.